# Kostas Vasileiadis
Konstantinos "Kostas" Vasileiadis (griechisch Κωνσταντίνος «Κώστας» Βασιλειάδης, alternativ auch Vasiliadis; * 15. März 1984 in Thessaloniki) ist ein griechischer Basketballspieler, der bei einer Körpergröße von 2,00 m auf den Positionen des Shooting Guards bzw. des Small Forwards eingesetzt wird.

## Karriere
Der in Thessaloniki geborene Vasileiadis wuchs in Kilkis auf. Im Alter von elf Jahren trat er dem GAS Kilkis bei, einem ortsansässigen Basketballverein, bei dem bereits seine Schwester Areti in der entsprechenden Damenmannschaft spielte. 1999 wechselte er in die Jugendabteilung des PAOK Saloniki. Im Laufe der Saison 2000/01 wurde er in PAOK´s erste Mannschaft berufen und debütierte für diese in der damaligen A1 Ethniki, der höchsten Spielklasse im griechischen Basketball, am 16. Dezember 2000 im Spiel gegen den Makedonikos, welches PAOK mit 92:71 Punkten gewinnen konnte. Im weiteren Verlauf kam Vasileiadis in seiner ersten Profisaison auf insgesamt zehn Spiele. Der damals noch sechzehnjährige Forward debütierte ebenfalls in der Euroleague, der höchsten europäischen Spielklasse für Vereinsmannschaften, und wurde in diesem Wettbewerb in zwei weiteren Spielen eingesetzt. Zur Folgesaison bekam Vasileiadis zwar noch wenig Einsatzzeit pro Spiel, hatte aber einen festen Stammplatz in der Rotation des Kaders und kam damit auf insgesamt 26 Ligaeinsätze. Ab 2002/03 gehörte er zur Starting Five der Mannschaft. In insgesamt 28 Spielen kam er auf 270 Punkte. Unlängst waren auch andere Vereine an einer Verpflichtung Vasileiadis interessiert, dieser jedoch entschied sich für den weiteren Verbleib bei PAOK. Honoriert wurde er dafür mit der Ernennung zum Kapitän der Mannschaft. Vasileiadis wurde damit nicht nur jüngster Spielführer der Liga, sondern auch zum jüngsten Kapitän in der Vereinsgeschichte von PAOK.
Unter der Leitung des Trainers Branislav Prelević führte Vasileiadis sein Team zur Saison 2003/04 zum Ende der Hauptrunde auf Rang fünf. Der Forward spielte bis dato seine beste Saison. In 26 Spielen kam er auf 407 Punkte. Damit war er dritterfolgreichster Werfer seiner Mannschaft. In den anschließenden Playoffs bekam es PAOK mit Lokalkonkurrent Iraklis zu tun. Bei Iraklis spielte ebenfalls ein noch relativ junger Spieler der zu den Erfolgsgaranten seiner Mannschaft zählte. Der damals 24-jährige Dimitris Diamantidis, der seine letzte Saison beim Iraklis spielen sollte, kam in 26 Spielen auf 385 Punkte und war damit zweiterfolgreichster Werfer seiner Mannschaft. Im ersten aufeinandertreffen am 10. April 2004 besiegte Iraklis PAOK mit 70:66 Punkten. Während Diamantidis mit 17 Punkten seinen Beitrag zum Sieg leistete, kam Vasileiadis auf lediglich drei Punkte. Von neun angesetzten Dreiern versenkte er nur einen. Auch seine weiteren Leistungen in diesem Spiel entsprachen nicht dem Bild, das er in der Vorrunde abgegeben hatte. Im zweiten Spiel der Serie war es dann Diamantidis der nur einen von neun Dreiern verwandeln konnte. Insgesamt kam er auf neun Punkte. Vasileiadis brachte es auf zehn Punkte. PAOK gewann dieses Heimspiel mit 60:53 Punkten und glich die Serie damit aus. Im letzten und entscheidenden dritten Spiel am 17. April 2004 kam Vasileiadis auf 23 Punkte und mit Acht Rebounds war er auch nahe einem Double Double. Auf der anderen Seite brillierte Diamantidis mit 16 Punkten und Sieben Assists. Letztendlich hatte PAOK dieses Spiel mit 85:90 Punkten verloren und schied damit aus dem laufenden Wettbewerb aus. Für PAOK bedeute das Rang sechs zu jener Saison. Iraklis wurde im weiteren Verlauf dritter.
Auch die folgenden zwei Spielzeiten belegte Vasileiadis mit PAOK jeweils den sechsten Rang der heimischen Liga, nachdem man jeweils im Viertelfinale der Playoffs erneut ausgeschieden war. Zur Saison 2004/05 scheiterten die "Schwarzweißen" an Panionios Athen für den unter anderem Nikos Ikonomou und Giorgos Sigalas aufliefen. 2005/06 war es der GS Marousi mit den Spielern Kostas Kaimakoglou, Alexis Kyritsis und Christoforos Stefanidis, der ein Weiterkommen PAOKs verhinderte. Vasileiadis wechselte in die ebenfalls noch laufende spanische Liga und kam beim Unicaja Málaga unter, der sich im Halbfinale der Playoffs befand. Letztendlich besiegte Málaga seinen Halbfinalgegner mit 3:2 Siegen und zog mit Vasileiadis ins Finale der Meisterschaft ein, bei dem es das Team mit TAU Cerámica zu tun bekam. Der als Favorit geltende TAU Cerámica mit seinen Starspielern Luis Scola und Pablo Prigioni, konnte mit 3:0 Spielen bezwungen werden. Für Vasileiadis war das der erste Titel in seiner Profikarriere. Angespornt von diesem Erfolg, bot ihm Málaga einen Einjahreskontrakt an und der Grieche verblieb vorerst in der Liga ACB. Den Titel konnten die Andalusier zwar nicht verteidigen, hinterließen aber in der Euroleague einen bleibenden Eindruck. Im Viertelfinale besiegte Málaga zunächst den FC Barcelona und zog damit zum ersten Mal in seiner Vereinsgeschichte in die Final Four der Euroleague ein. Dort traf der Unicaja Málaga auf den ZSKA Moskau um Theodoros Papaloukas. Im anderen Halbfinale standen sich der TAU Ceramica und Panathinaikos Athen gegenüber. Den Einzug ins Finale verhinderten die Moskauer mit einem 62:50 Punktesieg und so traf man im Spiel um den dritten Platz auf TAU Ceramica, die gegen die Athener ausgeschieden waren. Wie im Finale der letztjährigen spanischen Meisterschaft, setzte sich erneut der Unicaja Málaga durch. Die Euroleague gewann Panathinaikos mit Dimitris Diamantidis, der zum MVP der Final Four gewählt wurde. Theodoros Papaloukas wurde zum MVP der Saison ernannt.
Nach dieser Saison wechselte Vasileiadis zurück nach Griechenland und schloss sich dem Olympiakos Piräus an. In Piräus traf er unter anderem auf Loukas Mavrokefalidis, mit dem er bereits einige Spielzeiten zuvor in Thessaloniki zusammen spielte. Im ersten Ligaspiel empfing der Vizemeister der vorherigen Saison Olympiakos, Vasileiadis ehemaligen Klub PAOK. Mit zwei verwandelten Dreipunkte Würfen und einem weiteren aus dem Innenfeld, kam Vasileiadis auf Acht Punkte bei 13:29 Minuten Einsatzzeit. Olympiakos gewann gegen PAOK mit 76:66 Punkten. Zu Hause revanchierte sich PAOK dann für diese Niederlage und besiegte zum Rückrundenauftakt Olympiakos mit 81:80 Punkten. Bei diesem Spiel kam Vasileiadis nicht zum Einsatz. Sein bestes Spiel im Dress des Olympiakos, lieferte Vasileidais in der Euroleague. Beim 113:80 Punktesieg gegen Olimpija Ljubljana steuerte der Guard in 19:38 Minuten 21 Punkte bei und war neben Georgios Printezis, mit ebenfalls 21 Punkten in 29:26 Minuten, erfolgreichster Werfer seiner Mannschaft. Zwar hatte Vasileiadis in Piräus einen Dreijahresvertrag unterschrieben und mit 193 Punkten in 21 von möglichen 26 Ligaspielen der Hauptrunde auch eine solide Leistung für Olympiakos erbracht, dennoch wechselte er zur darauffolgenden Saison zurück nach Thessaloniki zu seinem Heimatklub PAOK.